# Möllerfjorden
Möllerfjorden is een fjord van het eiland Spitsbergen, dat deel uitmaakt van de Noorse eilandengroep Spitsbergen.
Het fjord is vernoemd naar Zweeds astronoom Didrik Magnus Axel Möller (1830-1896).

## Geografie
Het fjord is noordoost-zuidwest georiënteerd en heeft een lengte van ongeveer negen kilometer. Het mondt in het zuidwesten uit in het Krossfjorden, waarvan het een van de twee hoofdtakken is (de andere tak is Lilliehöökfjorden). Het fjord zelf bestaat ook uit meerdere takken. Vlak bij de monding gaat er een tak oostwaarts, Tinayrebukta. Meer naar het noordoosten vertakt het fjord zich in drie kleinere takken: Möllerhamna, Kollerfjorden en Mayerbukta.
Het fjord ligt aan de westkust van Haakon VII Land.